# Phenazon
Phenazon (früherer Markenname: Antipyrin) ist ein Pyrazolon-Derivat und wird in der Human- und Veterinärmedizin als Schmerzmittel (Analgetikum) und fiebersenkendes Mittel (Antipyretikum) eingesetzt.

## Eigenschaften
Phenazon ist ein weißes, geruchloses, kristallines Pulver, das sich sehr gut in Wasser löst (1700 g/l bei 20 °C). Die Substanz schmilzt bei 111 bis 114 °C und siedet bei 319 °C. Bei weiterem Erhitzen tritt ab 360 °C Zersetzung ein.

## Verwendung
Phenazon ist ein Analgetikum aus der Gruppe der Pyrazolone. Es ist das älteste synthetische, schwach wirksame Analgetikum und besitzt außer seiner analgetischen auch eine fiebersenkende (antipyretische) Wirkung.

## Geschichte
Phenazon wurde 1883 auf Anregung von Wilhelm Filehne durch Emil Fischers Assistenten Ludwig Knorr beim Versuch, ein im Vergleich zum fiebersenkenden Chinin nebenwirkungsärmeres Chinolinderivat zu finden, erstmals synthetisiert. Das Pyrazolon Phenazon wurde von den Farbwerken Hoechst 1883 zum Patent angemeldet und anschließend unter dem Markennamen Antipyrin vermarktet. Die Arzneimittelsparte der Höchster Farbwerke sowie letztlich die gesamte deutsche Pharmaindustrie verdankt diesem Medikament ihren Aufstieg. Der Stoff wurde von Hoechst 1896 zum dreifach wirksameren Aminophenazon (Pyramidon) weiterentwickelt, welches nach damaligem Wissensstand auch weniger Nebenwirkungen hatte. Seit 1978 ist Aminophenazon in Deutschland und der Schweiz allerdings aufgrund seiner Karzinogenität in der Humanmedizin nicht mehr zugelassen. 1922 folgte mit dem  Metamizol eine andere Weiterentwicklung des Phenazons durch Hoechst, 1933 mit Hoffmann-La Roches Propyphenazon (Saridon®, in Kombination mit Phenacetin, Pyrithyldion und Coffein) ein Wirkstoff, auf welche nach der Streichung des Aminophenazons verstärkt als Ersatz zurückgegriffen wurde. Phenazon als Ursubstanz wird bis heute in einigen wenigen Präparaten, wie zum Beispiel unter dem Markennamen Migräne-Kranit 500 mg durch Krewel Meuselbach, vermarktet.

## Synthese
Phenazon kann ausgehend von Phenylhydrazin und Ethylacetoacetat synthetisiert werden. Nach der Kondensation der beiden Moleküle zum Pyrazolon erfolgt eine Methylierung mit Methyliodid oder Dimethylsulfat zum Phenazon.

## Handelsnamen
Monopräparate

Eu-Med (D), Migräne-Kranit 500 mg Tabletten / Suppositorien (D)

Kombinationspräparate

Coffo-Selt (A), Otalgan (D, A, CH), Otipax (CH), Otosan (CH), Otothricinol (CH)